# Stazione di Montevarchi-Terranuova
Stazione di Montevarchi-Terranuova vasútállomás Olaszországban, Montevarchi településen. Nevének második része a közeli Terranuova Bracciolini településre utal.

## Vasútvonalak
Az állomást az alábbi vasútvonalak érintik:
- Firenze–Róma-vasútvonal

## Kapcsolódó állomások
A vasútállomáshoz az alábbi állomások vannak a legközelebb:
- Stazione di San Giovanni Valdarno
- Stazione di Bucine